# 佐伯光
佐伯 光（さえき ひかる、1943年4月3日 - ）は日本の元海上自衛官である。最終階級は海将補、三自衛隊初の女性将官であった。医学博士で専門は産婦人科。
夫は第27代自衛艦隊司令官の佐伯聖二海将（平成23年春の叙勲にて瑞宝中綬章を受章）。世界的にも珍しい夫婦提督でもある。
女性自衛官の制服にマタニティドレスを加えるなど、女性自衛官の育児環境の向上にも貢献した。なお、自衛隊初の女性将官誕生の背景には、男性社会である自衛隊の中では医官は比較的女子の進出が盛んであったことが挙げられる。医官を除いた場合の初めての女性将官は航空自衛隊の梶田ミチ子空将補である。

## 経歴
- 1969年（昭和44年）3月 - 日本医科大学卒[3]。卒業後、日本医科大学助手を務める。
- 1986年（昭和61年）1月 - 医学博士号取得
- 1989年（平成元年）4月 - 医療職技官として海上自衛隊入隊[3]、自衛隊横須賀病院勤務
- 1990年（平成2年）8月 - 転官、2等海佐[3]
- 1992年（平成4年）3月 - 自衛隊中央病院産婦人科勤務、7月：1等海佐に昇任
- 1995年（平成7年）11月30日 - 自衛隊中央病院研究検査部研究検査課長兼産婦人科勤務
- 1996年（平成8年）8月1日 - 自衛隊中央病院産婦人科部長
- 1997年（平成9年）12月8日 - 自衛隊舞鶴病院長（女性自衛官初の病院長）
- 1999年（平成11年）3月29日 - 自衛隊佐世保病院長
- 2000年（平成12年）12月8日 - 自衛隊中央病院リハビリテーション科部長
- 2001年（平成13年）3月27日 - 海将補に昇任[3]
- 2003年（平成15年）3月27日 - 退官